# Robot (Manga)
Robot ist eine Serie von Artbooks bzw. Manga-Anthologien, die die Zeichnungen verschiedener größtenteils japanischer Künstler beinhaltet. Die Serie wurde von Range Murata erstellt, als ein Wegbereiter für aufstrebende Künstler ihre Arbeiten zu veröffentlichen. Der erste Band wurde am 21. Oktober 2004 herausgegeben, der zehnte und letzte Band erschien am 7. Februar 2008.
Auf Englisch in den USA erschienen die Bände 1 bis 3 bei Digital Manga Publishing vom 16. August 2005 bis 31. Dezember 2006 und Band 4 bei Udon Entertainment im Dezember 2007. In Frankreich erschien der erste Band 2006 bei Kami. Die Reihe wurde dann von Glénat fortgeführt die März 2008 den zweiten Band veröffentlichten, Februar 2009 erneut den ersten Band und dann bis Januar 2012 alle restlichen Bände.
Der Manga-Kritiker Jason Thompson beschrieb im Addendum 365 Days of Manga zu Manga: The Complete Guide den ersten Band als “original dôjinshi with fabulous production values […] showcas[ing] the diversity of Japanese artists” (deutsch: „originellen Dōjinshi mit fabelhaften Produktionswerten, der die Bandbreite japanischer Künstler aufzeigt“).

## Beteiligte Künstler
- Hiroyuki Asada
- Yoshitoshi Abe
- Mami Itō
- Inuburo
- Kōji Ogata
- Okama
- Yū Kinutani
- Yūsuke Kozaki
- Sabe
- Kei Sanbe
- Sho-U Tajima
- Hakekyo Tashiro
- Yumi Tada
- Range Murata
- Chicken
- Teikoku Shōnen
- Dowman Sayman
- Kei Tōme
- Tokiya
- Shin Nagasawa
- Hanaharu Naruco
- Mii Nekoi
- Pinfen
- Kazumasa Hirai
- Jirō Kuwata
- Kamui Fujiwara
- Eizō Hōden
- Shigeki Maeshima
- Hirotaka Maeda
- Yasuto Miura
- Mitsukazu Mihara
- Michio Murakawa
- Suzuhito Yasuda
- Yamato Yamamoto
- YUG
- Kengo Yonekura
- Roboinu
- Rco Wada
- Kawayō
- Osamu Kobayashi
- Makoto Kobayashi
- Haccan
- Jun Fuji
- Miggy
- Enomoto
- Hyung-tae Kim
- Shuzilow Ha
- D.K
- Ugetsu Hakua
- BABYsue